# Mapinguari polita
Mapinguari polita är en tvåvingeart som först beskrevs av Christian Rudolph Wilhelm Wiedemann 1828.  Mapinguari polita ingår i släktet Mapinguari och familjen Mydidae. Inga underarter finns listade i Catalogue of Life.